# Georgios Saridakis
Georgios Saridakis (1885 - † ) fue un atleta griego especializado en marcha atlética. 
Ganó la medalla de bronce en la especialidad de 3000 m marcha en los Juegos Olímpicos de Atenas de 1906. En esos mismos juegos participó también en la prueba de 1.500m marcha, quedando en cuarta posición.
- El COI no ha reconocido oficialmente los resultados de estos Juegos Olímpicos, que recibieron el nombre de "Juegos Intercalados".
- La prueba de 3 kilómetros marcha no volvió a realizarse de nuevo en unos Juegos Olímpicos hasta los de Amberes de 1920.